# Acla

Acla est une ancienne ville située dans le comarque Kuna Yala au nord-est au Panama, à une cinquantaine de kilomètres au nord du golfe d'Uraba. En 1515, elle fut, après Santa María la Antigua del Darién, l'une des premières villes fondées par des Européens sur la Tierra Firme (terre ferme) du continent sud-américain, une dizaine d'années après la découverte de cette première ??

## Historique
Rodrigo de Bastidas, qui avait obtenu la permission de découvrir des îles ou des terres non encore visitées par Christophe Colomb, découvre pour la première fois la région en 1501, puis Colomb l'aperçut à son tour lors de son quatrième voyage en 1503.
En 1502, Bastidas et Colomb avaient été accusés par Francisco de Bobadilla, de trafic d'or avec les Amérindiens. Innocenté, Madrid octroya à Bastidas une rente annuelle sur la production de ce qui est alors la province d'Urabá, autour du golfe homonyme. Sept ans plus tard, les Espagnols établirent la première colonie d'Amérique du Sud, baptisée Santa María la Antigua del Darién, dans l'actuel département colombien du Chocó. Acla se trouvait à vingt miles au nord de cette dernière.
C'est depuis la région du Darién que Vasco Núñez de Balboa commença sa marche vers le Pacifique en 1513, en longeant tout d'abord la côte jusqu'à la ville de Careta, proche d'Acla, puis en faisant aider par les Indiens pour la traversée de l'isthme par les rivières. 

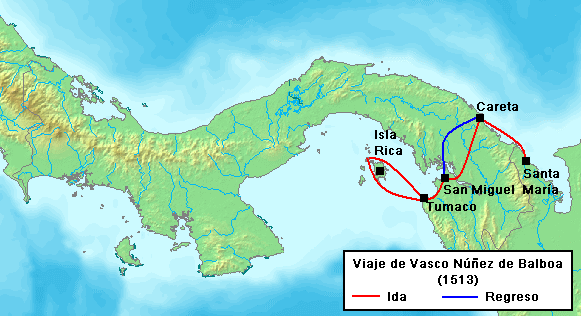
L'expédition de Balboa vers le Pacifique 1513 (aller en rouge, retour en bleu).

C'est à Acla qu'il fut tué en 1519, la tête tranchée par ordre du gouverneur Pedro Arias Dávila dit "Pedrarias", Gouverneur de la province de Castilla de Oro. Mais ce dernier, son successeur, voulant exploiter les mines d'or, eut des difficultés avec les Indiens Kunas car il était réputé violent et pressé. 
En raison de ces problèmes avec les Indiens Kunas, la colonie ne fut pas un succès, et elle fut rapidement abandonnée. Certains réfugiés de Santa María partirent fonder la ville de Panama en 1519, à deux cents kilomètres plus au nord, avec un port naturel, à eau profonde. C'est dans le golfe d'Acla que John Oxenham a abordé la côte panaméenne en 1575, lorsqu'il fut le premier non-espagnol à traverser l'isthme de Panama, grâce à l'aide des Indiens Kunas.
Le site d'Acla sera à nouveau utilisé lors du projet Darién en 1697, lorsque des Écossais tentèrent d'installer une colonie de 2.500 personnes, sans succès, en se basant sur de vieilles cartes et des récits des pirates qui avaient l'habitude de se rendre au Rendez-vous de l'île d'Or.